# Costanza Manfredini
Costanza Manfredini est une joueuse italienne de volley-ball née le 16 juillet 1988 à  Côme. Elle mesure 1,88 m et joue au poste de réceptionneuse-attaquante.

## Clubs
| Club                  | Pays   | De        | À         |
| --------------------- | ------ | --------- | --------- |
| Pro Patria Milano     | Italie | 2000-2001 | 2003-2004 |
| Club Italia           | Italie | 2004-2005 | 2005-2006 |
| Unicom Sassuolo       | Italie | 2006-2007 | 2006-2007 |
| Minerva Volley Pavia  | Italie | 2007-2008 | 2007-2008 |
| Pro Patria Milano     | Italie | 2008-2009 | 2008-2009 |
| Volley Reggio 1952    | Italie | 2009-2010 | 2009-2010 |
| Pallavolo Castellanza | Italie | 2010-2011 | 2010-2011 |
| Terre Verdiane Volley | Italie | 2011-2012 | 2012-2013 |
| AGIL Volley           | Italie | 2013-2014 | …         |

## Palmarès
- Championnat d'Europe des moins de 20 ans
  - Vainqueur : 2006.